# Rogów Sobócki (gromada)
Rogów Sobócki (od 1 VII 1968 Sobótka) – dawna gromada, czyli najmniejsza jednostka podziału terytorialnego Polskiej Rzeczypospolitej Ludowej w latach 1954–1972.
Gromady, z gromadzkimi radami narodowymi (GRN) jako organami władzy najniższego stopnia na wsi, funkcjonowały od reformy reorganizującej administrację wiejską przeprowadzonej jesienią 1954 do momentu ich zniesienia z dniem 1 stycznia 1973, tym samym wypierając organizację gminną w latach 1954–1972.
Gromadę Rogów Sobócki z siedzibą GRN w Rogowie Sobóckim utworzono – jako jedną z 8759 gromad na obszarze Polski – w powiecie wrocławskim w woj. wrocławskim, na mocy uchwały nr 32/54 WRN we Wrocławiu z dnia 2 października 1954. W skład jednostki weszły obszary dotychczasowych gromad Rogów Sobócki, Garncarsko, Michałowice, Mirosławice, Strachów, Żerzuszyce i Kunów ze zniesionej gminy Sobótka oraz Okulice i Wojnarowice ze zniesionej gminy Kąty Wrocławskie w tymże powiecie. Dla gromady ustalono 25 członków gromadzkiej rady narodowej.
1 stycznia 1960 do gromady Rogów Sobócki włączono Stary Zamek i Ręków ze zniesionej gromady Ręków w tymże powiecie.
Od gromady Rogów Sobócki odłączono także Garncarsko, włączając je do Sobótka. Brak informacji o dacie tego manewru, lecz już 1 stycznia 1969 Garncarsko odłączono ponownie od Sobótki (vide poniżej).
1 lipca 1968 z gromady Rogów Sobócki wyłączono: a) wieś Okulice, włączając ją do gromady Mietków, b) wieś Ręków, włączając ją do gromady Pustków Wilczkowski – w tymże powiecie; do gromady Rogów Sobócki włączono natomiast obszar zniesionej gromady Księginice Małe tamże, po czym gromadę Rogów Sobócki zniesiono przez przeniesienie siedziby GRN z Rogowa Sobóckiego do Sobótki i zmianę nazwy jednostki na gromada Sobótka.
1 stycznia 1969 do gromady Rogów Sobócki, nominalnie, włączono miejscowość Garncarsko z miasta Sobótka w tymże powiecie. Ponieważ gromadę Rogów Sobócki zniesiono 1 lipca 1968, należy zakładać, że zmiana ta musiała dotyczyć jej formalnoprawnej kontynuacji, gromady Sobótka.